# Joseph Marie François Sevestre
Pour les articles homonymes, voir Sevestre.
Joseph Marie François Sevestre, né le 18 janvier 1753 à Rennes (intendance de Bretagne, actuel département d'Ille-et-Vilaine), mort le 6 mars 1846 à Liverdy-en-Brie (département de Seine-et-Marne), est un homme politique de la Révolution française.

## Biographie
La monarchie constitutionnelle, mise en application par la constitution du 3 septembre 1791, prend fin à l'issue de la journée du 10 août 1792 : les bataillons de fédérés bretons et marseillais et les insurgés des faubourgs de Paris prennent le palais des Tuileries. Louis XVI est suspendu et incarcéré, avec sa famille, à la tour du Temple.
En septembre 1792, Joseph Sevestre, alors greffier au tribunal de Rennes, est élu député d'Ille-et-Vilaine, le quatrième sur dix, à la Convention nationale.

Il siège sur les bancs de la Plaine. Lors du procès de Louis XVI, il vote la mort, et rejette l'appel au peuple et le sursis à l'exécution de la peine, : 
Je ne connais point cette justice qui fléchirait devant un coupable élevé, tandis que tous doivent fléchir devant elle : je vote pour la mort.
Le 13 mai 1793, il est absent lors du scrutin sur la mise en accusation de Jean-Paul Marat. Le 28 mai, il est également absent lors du scrutin sur le rétablissement de la Commission des Douze.
Le 9 mars 1793, Joseph Sevestre est envoyé en mission, aux côtés de Jacques-Nicolas Billaud-Varenne (député de la Seine), dans les départements des Côtes-du-Nord et d'Ille-et-Vilaine. Le 30 avril, il est envoyé en mission, aux côtés de Charles-Jean-Marie Alquier (député de Seine-et-Oise), de Pierre-Mathurin Gillet (député du Morbihan) et de Philippe-Antoine Merlin (député du Nord), auprès de l'armée des côtes de Brest. Lui et les autres représentants envoyés en mission, à Lorient lors des journées du 31 mai et du 2 juin, signent, le 14 juin, un arrêté dans lequel ils dénoncent en partie ces journées.
Après la chute de Robespierre, Joseph Sevestre prend part à la réaction thermidorienne. Le 13 fructidor an II (le 30 août 1794), il est envoyé en mission dans les départements du Doubs, du Jura, du Mont-Blanc, de la Moselle, du Bas-Rhin et du Haut-Rhin. 
Le 15 germinal an III (le 4 avril 1795), Sevestre est élu membre du Comité de sûreté générale aux côtés de Marie-Joseph Chénier (député de Seine-et-Oise), d'Edme-Bonaventure Courtois (député de l'Aube) et d'Antoine Thibaudeau (député de la Vienne). Le 5 prairial (le 24 mai), il dénonce la conduite de Pierre Jacques Forestier (député de l'Allier) lors de l'insurrection du 1er prairial. Il annonce, le 21 prairial (le 9 juin), au nom du Comité de sûreté générale, la mort de Louis-Charles de France dit « Louis XVII » survenue la veille. 
Sous le Directoire, Joseph Sevestre n'est pas réélu député. Il devient messager d'État au Conseil des Cinq-Cents. Sous le Consulat et le Premier Empire, il conserve sa fonction au Corps législatif. 
Joseph Sevestre est frappé par la loi du 12 janvier 1816 pour avoir voté la mort de Louis XVI et pour avoir adhéré à l'Acte additionnel durant les Cent-Jours. Il s'exile en Belgique et rentre en France en 1830 à la faveur des Trois Glorieuses. 

## Sources
1. ↑  Archives départementales de Seine-et-Marne, « État-civil de Liverdy-en-Brie, registre des naissances mariages et décès de 1833 à 1847, vue 233 / 271, 5MI3478 » , sur https://archives-en-ligne.seine-et-marne.fr (consulté le 31 juillet 2025)
2. ↑  Claveau, Louis, Ducom, André Jean (1861-1923), Lataste, Lodoïs (1842-1923) et Pionnier, Constant (1857-1924), « Archives parlementaires de 1787 à 1860, Première série, tome 52, Liste des députés par départements » , sur https://gallica.bnf.fr, 1897 (consulté le 31 juillet 2025)
3. ↑  Froullé, Jacques-François (≃1734-1794) et Levigneur, Thomas (≃1747-1794), « Liste comparative des cinq appels nominaux. Faits dans les séances des 15, 16, 17, 18 et 19 janvier 1793, sur le procès et le jugement de Louis XVI [...] » , sur https://gallica.bnf.fr, 1793 (consulté le 31 juillet 2025)
4. ↑  Claveau, Louis, Ducom, André Jean (1861-1923), Lataste, Lodoïs (1842-1923) et Pionnier, Constant (1857-1924), « Archives parlementaires de 1787 à 1860, Première série, tome 57, séances du 16 et du 17 janvier 1793 » , sur https://gallica.bnf.fr, 1900 (consulté le 31 juillet 2025)
5. ↑  Claveau, Louis, Ducom, André Jean (1861-1923), Lataste, Lodoïs (1842-1923) et Pionnier, Constant (1857-1924), « Archives parlementaires de 1787 à 1860, Première série, tome 62, séance du 13 avril 1793 » , sur https://gallica.bnf.fr, 1902 (consulté le 31 juillet 2025)
6. ↑  Claveau, Louis, Ducom, André Jean (1861-1923), Lataste, Lodoïs (1842-1923) et Pionnier, Constant (1857-1924), « Archives parlementaires de 1787 à 1860, Première série, tome 65, séance du 28 mai 1793 » , sur https://gallica.bnf.fr, 1904 (consulté le 31 juillet 2025)
7. ↑  Aulard, François-Alphonse (1849-1928), « Recueil des actes du Comité de salut public, avec la correspondance officielle des représentants en mission et le registre du conseil exécutif provisoire. Tome 2 » , sur https://gallica.bnf.fr, 1889 (consulté le 31 juillet 2025)
8. ↑  Aulard, François-Alphonse (1849-1928), « Recueil des actes du Comité de salut public, avec la correspondance officielle des représentants en mission et le registre du conseil exécutif provisoire. Tome 3 » , sur https://gallica.bnf.fr, 1890 (consulté le 31 juillet 2025)
9. ↑  Hervé Leuwers, « 3. Une Terreur nécessaire ? : De la défense au reniement d’un intermède politique », dans Un Juriste en politique. Merlin de Douai (1754-1838), Artois Presses Université, coll. « Histoire », 1996, 69–94 p. (ISBN 978-2-84832-364-0, lire en ligne)
10. ↑  Archives départementales du Calvados, « Journal de Perlet n°924 » , sur https://archives.calvados.fr, https://archives.calvados.fr (consulté le 31 juillet 2025)
11. ↑  Gazette nationale ou le Moniteur universel n°250, « Convention nationale, séance du 5 prairial (24 mai) » , sur https://gallica.bnf.fr, 10 prairial an 3 (29 mai 1795) (consulté le 3 août 2025)
12. ↑  Gazette nationale ou le Moniteur universel n°263, « Convention nationale, séance du 21 prairial (9 juin) » , sur https://gallica.bnf.fr, 23 prairial an 3 (11 juin 1795) (consulté le 31 juillet 2025)

- Notices d'autorité :   - VIAF
  - ISNI
  - BnF (données)
  - IdRef
  - GND
- « Joseph Marie François Sevestre », dans Adolphe Robert et Gaston Cougny, Dictionnaire des parlementaires français, Edgar Bourloton, 1889-1891 [détail de l’édition]